# Квазікристал

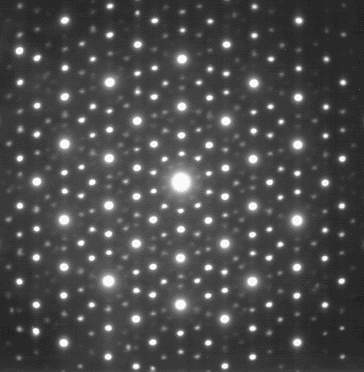
Дифракційна картина розсіяння електронів на ікосаедричній структурі квазікристалу Zn-Mg-Ho. Видно 10 точок по колу.

Квазікристал — це тверде тіло, атоми якого впорядковані так, що не утворюють кристалічної ґратки (тобто ця структура не є періодичною, позбавлена трансляційної симетрії), але в той же час можуть когерентно розсіювати випромінювання.
Найважливішою рисою квазікристалів є те, що вони дають чіткі бреґґівські піки при дифракції рентгенівських променів і електронів, причому осі симетрії цих піків мають заборонені для кристалів порядки, наприклад 5-ий. В загальному ж випадку неперіодична структура (наприклад, аморфне тіло, рідина тощо), не обов'язково дає чіткі бреґґвські піки.
Є два типи квазікисталів: 1) структура періодична по одній осі, а у площині перпендикулярній до цій осі — квазікристалічна; 2) структура квазікристалічна в усіх трьох напрямках.
Здебільшого квазікристали утворюються при швидкому охолодженні розплавлених сплавів металів (Al-Li-Cu, Al-Mn-Si, Al-Ni-Co, Al-Pd-Mn, Al-Cu-Fe, Al-Cu-V, Cd-Yb, Ti-Zr-Na, Zn-Mg-Ho, Zn-Mg-Sc, In-Ag-Yb, Pd-U-Si тощо), і є нестабільними, однак виявлені також стабільні квазікристалічні речовини.

## Історія
Математично можливість заповнення простору кількома простими комірками з утворенням неперіодичної структури відкрив у 1970-их Роджер Пенроуз.
Квазікристали були відкриті в 1984 році Даном Шехтманом.

## Фізичні властивості квазікристалів
При кімнатних температурах квазікристали, на відміну від типових металів, крихкі та ламкі. Пластичність та ковкість металів зумовлена тим, що вони мають періодичну структуру з дефектами — дислокаціями. Під час деформації металу ці дислокації рухаються, а примітивні комірки з легкістю міняються місцями. Квазікристали не мають примітивної комірки, тому при деформаціях рух дислокацій енергетично менш вигідний, що призводить до втрати пластичності. При температурах вищих за 500 °C квазікристали стають пластичними тому, що дислокації стають більш рухомими.